# Corallocarpus bainesii
Corallocarpus bainesii là một loài thực vật có hoa trong họ Cucurbitaceae. Loài này được (Hook.f.) A.Meeuse mô tả khoa học đầu tiên năm 1962.